# شهلا آقاپور
شهلا آقاپور (به انگلیسی: Shahla Aghapour) معروف به شهلا آقاپور-بناکوهِل (به انگلیسی: Shahla Aghapour-Benakohell) (زادهٔ تهران) هنرمند، نویسنده و مدیر گالری ایرانیِ مقیم آلمان است. او هم به عنوان نویسنده، شاعر و هم به عنوان نقاش، مجسمه‌ساز، هنرمند پرفورمنس و مدیر گالری-بناکوهِل فعالیت می‌کند.

## زندگی‌نامه
شهلا آقاپور زادهٔ آذربایجان ایران، در تهران بزرگ شد و از کودکی به هنر و ادبیات علاقه داشت. او علاوه بر تحصیل در رشتهٔ هنر، در اوایل انقلاب اسلامی به شغل روزنامه‌نگاری پرداخت و در روزنامهٔ آیندگان مشغول به کار شد. در نتیجهٔ فعالیت‌های روزنامه‌نگاری‌اش در انتقاد از رژیم، مجبور به مهاجرت از ایران شد. او اکنون ساکن برلین، آلمان است.
شهلا آقاپور به عنوان یک هنرمند آزاد در برلین کار می‌کند و آثار و کتاب‌خوانی‌های خود را در آلمان و سایر کشورها به نمایش گذاشته‌است. او در سال ۲۰۰۳ میلادی مقطع کارشناسی ارشد هنر را در دانشگاه هنر برلین در زمینهٔ هنر به پایان رساند، و به عنوان معلم هنر و مدیر پروژه‌های هنری کار می‌کند.
شهلا آقاپور عضو انجمن فدرال هنرمندان آلمان، مرکز قلم نویسندگان در تبعید کشورهای آلمانی زبان و از سال ۲۰۰۷ تا ۲۰۰۹ میلادی رئیس انجمن نویسندگان ایران در تبعید بوده‌است. آقاپور همچنین عضو «گروه هفت» است: گروهی متشکل از پنج زن هنرمند ایرانی مقیم و شاغل در آلمان با تمرکز بر زنان و مسائل اجتماعی، فرهنگی و سیاسی در سراسر جهان، به ویژه مربوط به ایران.

## آثار

#### نمایشگاه‌ها
این لیستی از نمایشگاه‌های منتخب به ترتیب تاریخ است.
- ۱۹۹۶ - مرکز فرهنگی اشپاندآو، برلین، آلمان.[۱۶]
- ۱۹۹۷ - پارلمان ایالتی پروس، گالری در مجلس نمایندگان برلین، آلمان.[۱۷]
- ۲۰۰۸ - گالری جزیره، برلین، آلمان.[۱۸][۱۹]
- ۲۰۰۹ - «شب ایرانی» (در هفتهٔ کتاب آلمان)، نمایشگاه نقاشی دربارهٔ چهره و بدن زن، همسران روسای جمهور فعلی و سابق آلمان به این جلسه پیوسته بودند.[۲۰]
- ۲۰۱۱ - هتل هیلتون، هیوستون، تگزاس، ایالات متحدهٔ آمریکا.
- ۲۰۱۱ - مرکز فرهنگ پارسی، دالاس/ریچاردسون، تگزاس، ایالات متحدهٔ آمریکا.[۲۱][۲۲]
- ۲۰۱۲ - سالن تبعید، برلین، آلمان.[۲۳][۲۴]
- ۲۰۱۵ - گالری هنر بناکوهل، برلین، آلمان.[۲۵]

#### دیگر نمایشگاه‌ها
- نگارخانه دولتی (شمیران) / ایران
- گالری آی (استانبول) / ترکیه
- نمایشگاه رایگان هنر برلین (FBK)
- نمایشگاه سیار اسباب‌بازی بادها (برلین-هامبورگ-مونستر-زاگرب-اسپلیت-ورگراتس)
- وزارت فرهنگ براندنبورگ (پوتسدام)
- پارلمان ایالتی براندنبورگ (پوتسدام)
- کارگاه فرهنگ‌ها (برلین)
- گالری انجمن فرهنگی ویلای اوپنهایم (برلین)
- کلیسای ناجی (برلین)
- گنجینهٔ هنر (فریدرسدورف)
- خانۀ برشت (برلین)
- تالار شهر شونبرگ (برلین)
- ایستگاه آتش‌نشانی قدیمی (کلن)
- مرکز فرهنگی (دلفت) / هلند[۲۶]

#### کتاب‌خوانی‌ها
- باشگاه فرهنگی، زوریخ، سوئیس.[۲۷]
- انجمن فرهنگی، لوگانو، سوئیس.[۲۸]
- ۲۰۱۱ - مرکز فرهنگ پارسی، دالاس/ریچاردسون، تگزاس، ایالات متحدهٔ آمریکا.[۲۱][۲۲]

## انتشارات
- «اندیشه‌های حسی (گزینهٔ اشعار زندگی و عشق)»، آقاپور، شهلا، چاپ اول: ۱۳۸۴ خورشیدی، ناشران: قصه و ختن، تهران، ایران. (به زبان فارسی) شابک: ۹۶۴۵۷۷۶۵۶۲.
- «ذرات گرم حس (برگزیدهٔ اشعار)»، آقاپور، شهلا، ۲۰۰۵ میلادی، ناشر: کتاب آیدا، بوخوم، آلمان. (به زبان فارسی)
- «آشفتگی جهان (برگزیدهٔ اشعار زندگی)»، آقاپور، شهلا، ۲۰۱۰ میلادی، ناشر: کتاب آیدا، بوخوم، آلمان. (به زبان فارسی)
- «پرواز سرخ تن (برگزیدهٔ اشعار عاشقانه)»، آقاپور، شهلا، ۲۰۰۸ میلادی، انتشارات: نشر فروغ، کلن، آلمان. (به زبان فارسی)
- «الیور توئیست در تهران (مجموعهٔ اشعار)»، آقاپور، شهلا، ۲۰۱۰ میلادی، انتشارات: پاپ، ترایان، لودویگزوبورگ، آلمان. (به زبان آلمانی) شابک: ۹۷۸-۳-۹۳۷۱۳۹-۹۸-۲[۲۹][۳۰]
- «مروارید سیاه»، آقاپور، شهلا، ۲۰۱۰ میلادی، ناشر: کتاب آیدا، بوخوم، آلمان. (به زبان فارسی)